# Астробалле
Астробалле (фр. Astroballe або фр. L'Astroballe) — крита спортивна арена, що розташована в районі Кюссе міста Віллербанн, Ліон, Франція. Арена в основному використовується для проведення баскетбольних матчів. Арена вміщує 5 556 глядачів.

## Історія
Арена була відкрита в 1995 році й використовується як домашній майданчик французьким клубом АСВЕЛ, який виступає у вищій лізі «Про А».

## Доступ
До арени можна дістатися зі станції Laurent Bonnevay–Astroballe, яка обслуговується лінією А ліонського метро, а також численними автобусними та тролейбусними лініями.